# رحيم أباد (فسا)
رحيم أباد (بالفارسية: رحیم‌آباد) هي قرية تقع في قسم ميانده الريفي في إيران. يقدر عدد سكانها بـ 601 نسمة .